# 豊原大成
豊原 大成（とよはら だいじょう、とよはら　ひろしげ　1930年9月26日-2022年1月23日）は、日本の仏教学者。浄土真宗を中心に研究する。浄土真宗本願寺派宗会議員、全日本仏教会元理事長。
また、浄土真宗本願寺派総長、学校法人龍谷大学理事長、総務、同派西福寺住職、築地別院輪番、津村別院・堺別院輪番、四天王寺国際仏教大学教授を務めた。

## 略歴
- 1930年 - 兵庫県西宮市に生まれる。
- 兵庫県立第一神戸中学校では野球部に所属し、第29回全国中等学校優勝野球大会に出場。
- 第三高等学校卒。
- 1953年 - 京都大学文学部（哲学科・仏教学）卒。京都大学硬式野球部で投手として活躍。
- 1956年 - 京都大学大学院文学研究科修士課程修了。京都大学硬式野球部監督も務める。
- 1958年〜1960年 - インド、ベナレス・ヒンドゥー大学大学院博士課程に留学。
- 1995年 - 阪神・淡路大震災で、父・豊原大潤（浄土真宗本願寺派元総長）をはじめ、家族全員を失う[1]。
- 2008年
  - - 本願寺築地別院（築地本願寺）輪番（2010年まで）。
  - - 全日本仏教会理事長。
- 2022年1月23日、西福寺で老衰のため死去[2]。91歳没。

## 著書
- 『表白文例集』（同朋舎 1986）
- 『釈尊の生涯』（春秋社 1984）
- 『親鸞の生涯』（法蔵館 1986）
- 『ジャータカのえほん』1～5 （自照社出版 1997～2000）
- 『おしゃかさま』1～6 （自照社出版 2001～2003）
- 『浄土真宗本願寺派入門聖典』（鎌倉新書 2000）
- 『心の風景』2・3（自照社出版 2003、2006）
- 『抄訳 佛説観無量寿経』（自照社出版 2003）
- 『佛説阿弥陀経』（自照社出版2007）
- 『抄訳 佛説無量寿経』（自照社出版 2004）
- 『葬儀・中陰勤行聖典』（聞真会出版部 2004）
- 『こどものおつとめ CD付』（自照社出版2005）
- 『建法幢』（本願寺津村別院 2005）
- 『表白集』 1～2（自照社出版2006）
- 『月忌表白集 改訂増補』（自照社出版2006）
- 『三帖和讃ノート 浄土和讃篇』（自照社出版2007）
- 『インド物語』（自照社出版2007）
- 『仰法幢』（本願寺津村別院 2008）
- 『知っておきたい浄土真宗の行事と仏事』（自照社出版2008）
- 『輪番独語』1・2（自照社出版 2009）
- 『三帖和讃ノート 高僧和讃篇』（自照社出版 2011）
- 『日常勤行聖典』（自照社出版2012）

## 論文
- CiNii>豊原大成
- INBUDS>豊原大成